# 朝日 (大阪市)
朝日（あさひ）は、大阪府大阪市此花区にある町名。現行行政地名は朝日一丁目および朝日二丁目。

## 地理
此花区の西部に位置し、東に西九条、西に四貫島、南に梅香、北に伝法と接している。

### 河川
- 正蓮寺川
- 六軒家川

## 歴史
元は西成郡野田村と四貫島村のそれぞれ一部。
1976年（昭和51年）の住居表示実施に伴い、嬉ヶ崎町の全域と四貫島大通1丁目の一部を改編して成立した町名である（大阪市の地名参照）。
町名は、六軒家川に架かる朝日橋に通じる街路に沿った町であることに由来している。なお、朝日橋の名は、文久3年（1861年）に岡山藩の手によって初めて架橋された際に、岡山城下の旭川に因んで命名された。

## 世帯数と人口
2019年（平成31年）3月31日現在の世帯数と人口は以下の通りである。
| 丁目       | 世帯数  | 人口  |
| ---------- | ------- | ----- |
| 朝日一丁目 | 216世帯 | 352人 |
| 朝日二丁目 | 252世帯 | 460人 |
| 計         | 468世帯 | 812人 |

### 人口の変遷
国勢調査による人口の推移。
| 1995年（平成7年）  | 1,224人 | [ 6 ]  |  |
| 2000年（平成12年） | 1,101人 | [ 7 ]  |  |
| 2005年（平成17年） | 930人   | [ 8 ]  |  |
| 2010年（平成22年） | 875人   | [ 9 ]  |  |
| 2015年（平成27年） | 796人   | [ 10 ] |  |

### 世帯数の変遷
国勢調査による世帯数の推移。
| 1995年（平成7年）  | 557世帯 | [ 6 ]  |  |
| 2000年（平成12年） | 524世帯 | [ 7 ]  |  |
| 2005年（平成17年） | 449世帯 | [ 8 ]  |  |
| 2010年（平成22年） | 430世帯 | [ 9 ]  |  |
| 2015年（平成27年） | 410世帯 | [ 10 ] |  |

## 事業所
2016年（平成28年）現在の経済センサス調査による事業所数と従業員数は以下の通りである。
| 丁目       | 事業所数 | 従業員数 |
| ---------- | -------- | -------- |
| 朝日一丁目 | 24事業所 | 278人    |
| 朝日二丁目 | 17事業所 | 134人    |
| 計         | 41事業所 | 412人    |

## 交通
- 北港通

## 施設
- 昇陽中学校・高等学校
- 正蓮寺川公園

## その他

### 日本郵便
- 〒554-0011[3]（集配局：此花郵便局[12]）